# Прибрежный сельский округ
Прибрежный сельский округ (каз. Прибрежное ауылдық округі) — административная единица в составе Кызылжарского района Северо-Казахстанской области Казахстана. Административный центр — село Прибрежное. Аким сельского округа — Рамазанов Даурен Сакенович.
Население — 2696 человек (2009, 2794 в 1999, 2791 в 1989).

## Образование
На территории округа функционируют 2 средние школы в селе Прибрежное и селе Шаховское. В селе Прибрежное функционирует мини-центр «Гүлбөбек» для детей дошкольного возраста на 40 мест, при Шаховской средней школе — мини центр «Жансая» на 20 мест. Имеются мини-футбольное поле, баскетбольная площадка, хоккейные коробки в зимнее время.
При Озерной средней школе открыт Казахский этнокультурный центр «Шаңырақ».

## Здравоохранение
В округе функционируют 1 фельдшерско-акушерский пункт и 2 медицинских пункта.

## Коммуникации
Услуги телефонной связи оказывает АО «Казахтелеком». Доступ к сети Интернет имеется.
Автобусное сообщение по округу стабильное. Пассажирские услуги в селе Тепличное оказывает маршрут № 16, в селе Прибрежное — маршрут № 14 города Петропавловск. Пассажирские услуги в селе Шаховское оказывает ИП «Назар».
Население сел Прибрежное и Тепличное обеспечивается водой из централизованного водопровода. В селе Шаховское имеется локальный источник водоснабжения.

## Сельское хозяйство
Производственная деятельность в сельском округе представлена 8 товариществами с ограниченной ответственностью и 17 крестьянскими и фермерскими хозяйствами. Общая площадь сельскохозяйственного назначения более 20 тысяч гектар, в том числе посевная площадь составляет 17 тысяч гектаров. Основное направление — производство зерна (пшеница, ячмень) и животноводства.

## Состав
В состав сельского округа вошла территория ликвидированного Шаховского сельского совета (село Шаховское).
В состав округа входят такие населенные пункты:
| Населенный пункт | Население, человек (1989) | Население, человек (1999) | Население, человек (2009) |
| ---------------- | ------------------------- | ------------------------- | ------------------------- |
| Прибрежное, село | 1121                      | 1165                      | 1336                      |
| Тепличное, село  | 454                       | 438                       | 504                       |
| Шаховское, село  | 1216                      | 1191                      | 856                       |